# Svjetsko prvenstvo u alpskom skijanju 1932.
Svjetsko prvenstvo u alpskom skijanju 1932. godine održano je u talijanskoj Cortini, od 4. veljače do 6. veljače 1932. godine.

## Rezultati

### Skijaši
Spust
| Medalja | Ime               | Država    |
| ------- | ----------------- | --------- |
| Zlato   | Gustav Lantschner | Austrija  |
| Srebro  | David Zogg        | Švicarska |
| Bronca  | Otto Furrer       | Švicarska |

Slalom
| Medalja | Ime           | Država    |
| ------- | ------------- | --------- |
| Zlato   | Friedl Däuber | Njemačka  |
| Srebro  | Otto Furrer   | Švicarska |
| Bronca  | Daniel Hauser | Švicarska |

Kombinacija
| Medalja | Ime               | Država    |
| ------- | ----------------- | --------- |
| Zlato   | Otto Furrer       | Švicarska |
| Srebro  | Gustav Lantschner | Austrija  |
| Bronca  | Hans Hauser       | Austrija  |

### Skijašice
Spust
| Medalja | Ime                    | Država   |
| ------- | ---------------------- | -------- |
| Zlato   | Paula Wiesinger        | Italija  |
| Srebro  | Inge Wersin-Lantschner | Austrija |
| Bronca  | Hady Lantschner        | Austrija |

Slalom
| Medalja | Ime               | Država                 |
| ------- | ----------------- | ---------------------- |
| Zlato   | Rösli Streiff     | Švicarska              |
| Srebro  | Durell Sale-Baker | Ujedinjeno Kraljevstvo |
| Bronca  | Doreen Elliot     | Ujedinjeno Kraljevstvo |

Kombinacija
| Medalja | Ime                    | Država    |
| ------- | ---------------------- | --------- |
| Zlato   | Rösli Streiff          | Švicarska |
| Srebro  | Iner Wersin-Lantschner | Austrija  |
| Bronca  | Hady Lantschner        | Austrija  |